# 지효초등학교
지효초등학교(紙孝初等學校)는 대한민국 경기도 고양시에 있는 공립 초등학교이다.

## 학교 연혁
- 2024년 3월 1일 : 개교